# Коральковець тричінадрізаний
{{#ifeq:0|0|{{#if:|{{#if:Corallorhizatrifida|[[]}}|}}}}
Коральковець тричінадрі́заний (Corallorhiza trifida) — рідкісна багаторічна рослина родини зозулинцевих, поширена в лісах помірного поясу Північної півкулі. Сапротрофна безхлорофільна орхідея, що співмешкає із симбіотичними грибами. Реліктовий вид, занесений до Червоної книги України, також має охоронний статус у багатьох країнах Європи. Раніше мав обмежене застосування як лікарська рослина.

## Опис

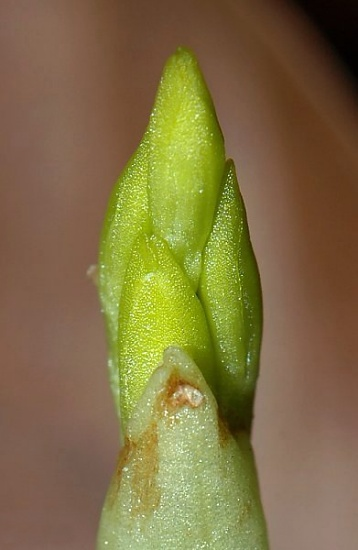
Квіткова брунька

Трав'яниста рослина заввишки 7-25 (30) см, геофіт. Кореневище розгалужене наче гілка коралу, білувате, вкрите дрібними горбочками завширшки 2-3 мм, без коренів. Стебло пряме, голе, тонке, жовтувато-зелене, блідо-жовте або коричнювате, майже безлисте, в нижній частині з 2-4 редукованими листками, що мають вигляд розташованих почергово лускоподібних плівчастих піхов.
Суцвіття — негуста китиця завдовжки 2-8 см, що складається з 2-12 квіток. Приквітки дуже маленькі, блідо-жовті, плівчасті. Квітконіжки скручені, значно коротші від зав'язі. Квітки завдовжки 4-6 мм, двостатеві, зигоморфні, п'ятичленні. Листочки оцвітини видовжено-ланцетні, 4-7 мм завдовжки, жовтувато- або зеленкувато-білуваті, інколи з червонувато-бурими верхівками. Губа завдовжки 2-3 мм, довгаста або овальна, трилопатева, з невеликими бічними лопатями, білувата з червонуватими смужками і цятками при основі.
Плід — еліптична коричнева коробочка, завдовжки до 7-9 мм, завширшки 5 мм, що містить 1200—1500 насінин.
Число хромосом 2n = 42.

## Екологія

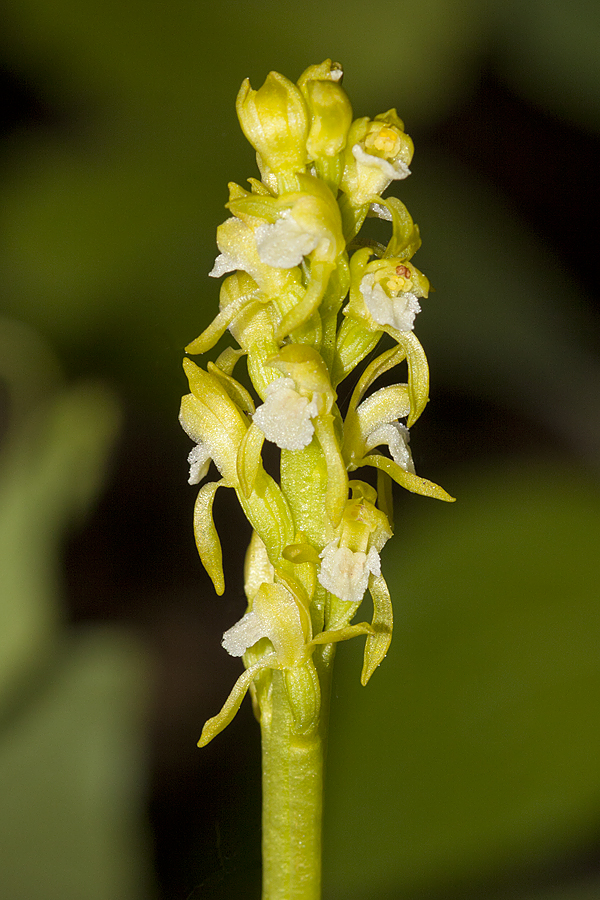
Суцвіття

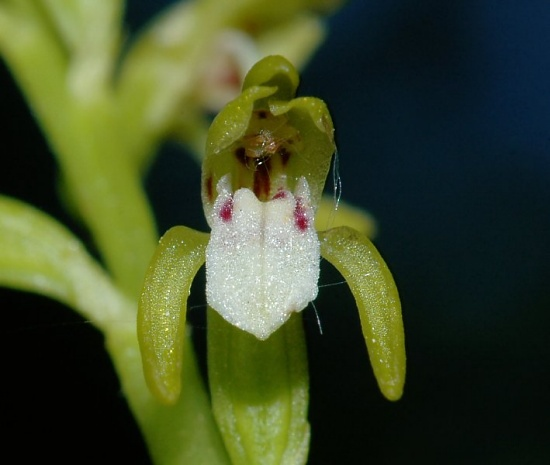
Квітка великим планом

Рослина помірно морозостійка, тіньо- й вологолюбна, віддає перевагу плодючим, вапняковим або кислим ґрунтам. Зростає на галявинах, луках, серед чагарників, по краям боліт, у тундрових рідколіссях, тінистих сирих соснових, ялинових, ялицевих лісах на ділянках з розрідженим моховим або трав'яним покровом, а також в помірно сухих букових і мішаних лісах. На берегах річок і струмків частіше трапляється у заростях верби і перезволожених березинах. На заболочених ділянках цю рослину знаходили і на узбіччях покинутих доріг.
Оскільки у цієї орхідеї фотосинтезуючі органи (листки) рудиментарні, а стебло містить незначну кількість хлорофілу, то основним джерелом надходження поживних речовин стає мікориза гриба, з яким коральковець пов'язують симбіотичні відносини. В свою чергу гриби, з якими співмешкають ці рослини, перебувають у симбіотичному зв'язку з кореневою системою дерев (найчастіше, беріз, ялин, верб). Від мікоризи орхідея отримує близько 77 % необхідного вуглецю і 52 % азотистих речовин, отже цей вид за типом живлення є сапрофітом.
Розмножується переважно насінням, вегетативне розмноження можливе, але рідкісне. Цвітіння у різних частинах ареалу триває з кінця квітня до початку серпня, причому пізніше квітнуть рослини гірських популяцій. Плоди достигають у червні-вересні. В Україні квітне в червні-липні, плодоносить у серпні-вересні. Цвітіння триває в середньому три тижні, але рослини не квітнуть щороку, через що виявити місця зростання коральковця тричінадрізаного у природі досить складно — це потребує тривалих, кількарічних спостережень на певній ділянці. Запилювачами виступають мухи каліфориди і дзюрчалки, за їх відсутності можливе самозапилення. Насіння поширюється за допомогою вітру (анемохорія), проростає через 7-8 місяців. Молоді рослини спочатку утворюють невеличку бульбу і лише згодом формують розгалужене кореневище.

## Поширення

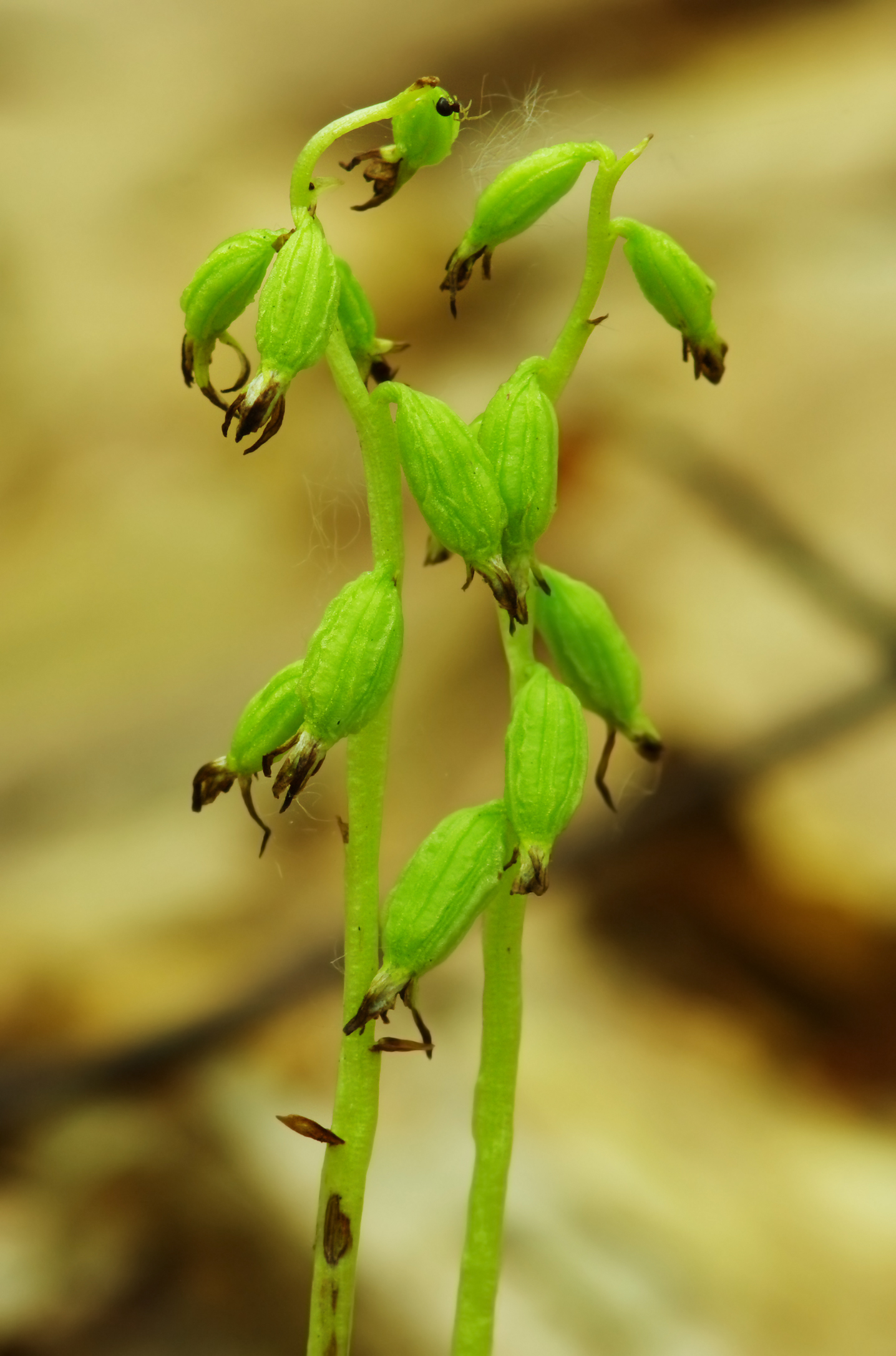
Недостиглі плоди

Вид має циркумбореальне розповсюдження, тобто його ареал широким кільцем охоплює усі помірні регіони Північної півкулі. В Європі коральковець тричінадрзаний трапляється практично в усіх країнах. В Азії він поширений переважно в Росії, Китаї, Кореї, Японії, Індії, Непалі, Пакистані. У Північній Америці вид знайдено в Канаді і США. Найпівнічніші популяції знайдені в Мурманській області Росії, Скандинавії та Ґренландії. В горах ця рослина також підіймається до 2000 м над рівнем моря.
В Україні найбільші осередки знаходяться на Поліссі, вони налічують по кілька сотень особин. Популяції в Карпатах, Розточчі, Опіллі, правобережному Лісостепу і Гірському Криму зазвичай складаються з кількох десятків особин.

## Значення і статус виду

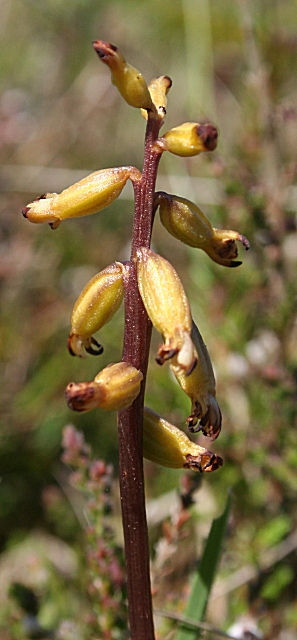
Стиглі плоди

Загрозами для виду є випасання худоби, витоптування, лісові пожежі і осушення екотопів, меншою мірою — вирубування лісів. Коральковець тричінадрізаний занесений до Додатку II Конвенції про міжнародну торгівлю видами дикої фауни та флори, що перебувають під загрозою зникнення (CITES), до Червоних списків Німеччини, Польщі, регіональних Червоних книг декількох областей Росії, Червоної книги Білорусі. Окрім цих країн охоронні заходи щодо нього впроваджені в Італії, Литві, Латвії, ця рослина визнана зникаючою у Чехії.
В Україні коральковець тричінадрізаний охороняють у заповідниках «Розточчя», «Медобори», Черемському, Ялтинському гірсько-лісовому, Кримському, Карпатському, національному парку «Подільські Товтри» і Карпатському. Вид має велике наукове значення, тому ще це єдиний представник роду у флорі України.

## Синоніми
| - Corallorhiza anandae Malhotra & Balodi - Corallorhiza corallorhiza (L.) H.Karst. - Corallorhiza dentata Host - Corallorhiza ericetorum Drejer - Corallorhiza halleri Rich. - Corallorhiza innata R.Br. - Corallorhiza innata subsp. ericetorum (Drejer) Nyman - Corallorhiza innata var. virescens (Drejer) Farr - Corallorhiza intacta Cham. & Schltdl. - Corallorhiza integra Châtel. - Corallorhiza jacquemontii Decne. - Corallorhiza nemoralis Sw. ex Nyman - Corallorhiza neottia Scop. - Corallorhiza occidentalis Bach.Pyl. - Corallorhiza trifida var. ericetorum (Drejer) Rchb.f. - Corallorhiza trifida f. ericetorum (Drejer) Soó - Corallorhiza trifida var. integra (Châtel.) Schinz & Thell. | - Corallorhiza trifida f. integra (Châtel.) Soó - Corallorhiza trifida f. suaveolens Bordz. - Corallorhiza trifida f. verna (Nutt.) P.M.Br. - Corallorhiza trifida var. verna (Nutt.) Fernald - Corallorhiza trifida subsp. virescens (Drejer) Løjtnant - Corallorhiza trifida var. virescens (Drejer) Farw. - Corallorhiza trifida var. virescens (Farr) Fernald - Corallorhiza verna Nutt. - Corallorhiza virescens Drejer - Corallorhiza wyomingensis Hellm. & K.Hellm. - Cymbidium corallorhiza (L.) Sw. - Epidendrum corallorhizon (L.) Poir. - Epipactis corallorhiza (L.) Crantz - Helleborine corallorhiza (L.) F.W.Schmidt - Neottia corallorhiza (L.) Kuntze - Ophrys corallorhiza L. |